# Saison 2024 de l'équipe cycliste masculine Cofidis
La saison 2024 de l'équipe cycliste Cofidis est la vingtième-huitième de cette équipe.

## Coureurs et encadrement technique

### Effectif
| Coureur                 | Date de Nais.     | Nationalité     | Équipe en 2023              | Vict. | Cont.             | Maillot dist. |
| ----------------------- | ----------------- | --------------- | --------------------------- | ----- | ----------------- | ------------- |
| Piet Allegaert          | 20 janvier 1995   | Belgique        | Cofidis                     | 0     | 01/2020 - 12/2025 |               |
| Stanisław Aniołkowski   | 20 janvier 1997   | Pologne         | Human Powered Health        | 0     | 01/2024 - 12/2027 |               |
| Thomas Champion         | 8 septembre 1999  | France          | Cofidis                     | 0     | 01/2021 - 12/2024 |               |
| Bryan Coquard           | 25 avril 1992     | France          | Cofidis                     | 1     | 01/2022 - 12/2025 |               |
| Aimé De Gendt           | 17 juillet 1994   | Belgique        | Intermarché-Circus-Wanty    | 0     | 01/2024 - 12/2025 |               |
| Nicolas Debeaumarché    | 24 février 1998   | France          | Saint Michel-Mavic-Auber 93 | 0     | 01/2024 - 12/2025 |               |
| Kenny Elissonde         | 22 juillet 1991   | France          | Lidl-Trek                   | 0     | 01/2024 - 12/2024 |               |
| Rubén Fernández Andújar | 1er mars 1991     | Espagne         | Cofidis                     | 0     | 01/2021 - 12/2024 |               |
| Eddy Finé               | 20 novembre 1997  | France          | Cofidis                     | 0     | 01/2020 - 12/2025 |               |
| Milan Fretin            | 19 mars 2001      | Belgique        | Flanders-Baloise            | 2     | 01/2024 - 12/2027 |               |
| Simon Geschke           | 13 mars 1986      | Allemagne       | Cofidis                     | 0     | 01/2021 - 12/2024 |               |
| Alexis Gougeard         | 5 mars 1993       | France          | Véloce Club Rouen 76        | 0     | 01/2024 - 12/2024 |               |
| Ben Hermans             | 8 juin 1986       | Belgique        | Israel-Premier Tech         | 0     | 01/2024 - 12/2024 |               |
| Jesús Herrada           | 26 juillet 1990   | Espagne         | Cofidis                     | 0     | 01/2018 - 12/2025 |               |
| Gorka Izagirre          | 7 octobre 1987    | Espagne         | Movistar                    | 0     | 01/2024 - 12/2024 |               |
| Ion Izagirre            | 4 février 1989    | Espagne         | Cofidis                     | 0     | 01/2022 - 12/2025 |               |
| Oliver Knight           | 25 janvier 2001   | Grande-Bretagne | AVC Aix-en-Provence         | 0     | 01/2024 - 12/2025 |               |
| Jonathan Lastra         | 3 juin 1993       | Espagne         | Cofidis                     | 0     | 01/2023 - 12/2025 |               |
| Nolann Mahoudo          | 17 novembre 2002  | France          | CIC U Nantes Atlantique     | 0     | 01/2024 - 12/2025 |               |
| Axel Mariault           | 7 juin 1998       | France          | Cofidis                     | 0     | 01/2023 - 12/2024 |               |
| Guillaume Martin        | 9 juin 1993       | France          | Cofidis                     | 0     | 01/2020 - 12/2024 |               |
| Christophe Noppe        | 29 novembre 1994  | Belgique        | Cofidis                     | 0     | 01/2023 - 12/2024 |               |
| Stefano Oldani          | 10 janvier 1998   | Italie          | Alpecin-Deceuninck          | 0     | 01/2024 - 12/2025 |               |
| Anthony Perez           | 22 avril 1991     | France          | Cofidis                     | 0     | 01/2016 - 12/2025 |               |
| Alexis Renard           | 1er juin 1999     | France          | Cofidis                     | 0     | 01/2022 - 12/2025 |               |
| Ludovic Robeet          | 22 mai 1994       | Belgique        | Bingoal WB                  | 0     | 01/2024 - 12/2025 |               |
| Benjamin Thomas         | 12 septembre 1995 | France          | Cofidis                     | 1     | 01/2022 - 12/2025 |               |
| Hugo Toumire            | 5 octobre 2001    | France          | Cofidis                     | 0     | 01/2022 - 12/2025 |               |
| Harrison Wood           | 14 juin 2000      | Grande-Bretagne | Cofidis                     | 0     | 01/2023 - 12/2024 |               |
| Axel Zingle             | 18 décembre 1998  | France          | Cofidis                     | 1     | 01/2022 - 12/2024 |               |
| Coureurs stagiaires     |                   |                 |                             |       |                   |               |
| Michiel Coppens         | 17 décembre 2002  | Belgique        | BEAT Cycling                | 0     | 08/2024 - 12/2024 |               |
| Filip Gruszczynski      | 13 février 2005   | Pologne         | Biesse-Carrera              | 0     | 08/2024 - 12/2024 |               |
| Ilan Larmet             | 9 juin 2001       | France          | Dinan Sport Cycling         | 0     | 08/2024 - 12/2024 |               |

### Encadrement technique
| Poste                          | Identité |
| ------------------------------ | --- |
| Manager général                | Cédric Vasseur |
| Directeur sportif              | Bingen Fernández |
| Assistants directeurs sportifs | Benjamin Giraud, Gorka Gerrikagoitia, Jean-Luc Jonrond, Jimmy Engoulvent, Roberto Damiani, Samuel Bellenoue, Thierry Marichal, Vincent Terrier, Yvonnick Bolgiani |

## Classement UCI par équipes
Le classement UCI par équipes se calcule en comptabilisant les points des 20 meilleurs coureurs de l'équipe. Ce classement est calculé avec les points acquis lors de l'année civile. Au terme d'une période de trois ans (2023-2025), les dix-huit meilleures équipes recevront une licence World Tour pour la prochaine période (2026-2028).
| Classement UCI (par équipes) au 20 octobre 2024 | Classement UCI (par équipes) au 20 octobre 2024 | Classement UCI (par équipes) au 20 octobre 2024 | Classement UCI (par équipes) au 20 octobre 2024 | Classement UCI (par équipes) au 20 octobre 2024 |
| #                                               | Équipe                                          | 2024                                            | Diff.                                           |                                                 |
| ----------------------------------------------- | ----------------------------------------------- | ----------------------------------------------- | ----------------------------------------------- | ----------------------------------------------- |
| 1                                               | UAE Team Emirates                               | 37407,60                                        | -                                               |                                                 |
| 2                                               | Team Visma-Lease a Bike                         | 20427,98                                        | 16979,62                                        |                                                 |
| 3                                               | Soudal Quick-Step                               | 18153,97                                        | 2274,01                                         |                                                 |
| 4                                               | Lidl-Trek                                       | 17989,00                                        | 164,97                                          |                                                 |
| 5                                               | Red Bull-Bora-Hansgrohe                         | 16894,33                                        | 1094,67                                         |                                                 |
| 6                                               | Decathlon AG2R La Mondiale                      | 15930,84                                        | 963,39                                          |                                                 |
| 7                                               | Ineos Grenadiers                                | 15547,97                                        | 382,87                                          |                                                 |
| 8                                               | Alpecin-Deceuninck                              | 15020,00                                        | 527,97                                          |                                                 |
| 9                                               | Lotto Dstny                                     | 12579,29                                        | 2440,71                                         |                                                 |
| 10                                              | Groupama-FDJ                                    | 12357,00                                        | 222,29                                          |                                                 |
| 11                                              | Israel-Premier Tech                             | 11723,33                                        | 633,67                                          |                                                 |
| 12                                              | EF Education-EasyPost                           | 11594,95                                        | 128,38                                          |                                                 |
| 13                                              | Movistar Team                                   | 10879,00                                        | 715,95                                          |                                                 |
| 14                                              | Jayco AlUla                                     | 10625,30                                        | 253,70                                          |                                                 |
| 15                                              | Intermarché-Wanty                               | 9915,00                                         | 710,30                                          |                                                 |
| 16                                              | Team dsm-firmenich PostNL                       | 9646,63                                         | 268,37                                          |                                                 |
| 17                                              | Bahrain Victorious                              | 9547,16                                         | 99,47                                           |                                                 |
| 18                                              | Uno-X Mobility                                  | 8938,67                                         | 608,49                                          |                                                 |
| 19                                              | Arkéa-B&B Hotels                                | 8735,00                                         | 203,67                                          |                                                 |
| 20                                              | Cofidis                                         | 7889,84                                         | 845,16                                          |                                                 |
| 21                                              | Astana Qazaqstan Team                           | 6563,24                                         | 1326,60                                         |                                                 |
| 22                                              | Tudor Pro Cycling Team                          | 5753,33                                         | 809,91                                          |                                                 |

| Liste des vingt coureurs marquant des points pour le classement UCI par équipes 2024. | Liste des vingt coureurs marquant des points pour le classement UCI par équipes 2024. | Liste des vingt coureurs marquant des points pour le classement UCI par équipes 2024. |
| #                                                                                     | Coureur                                                                               | Points                                                                                |
| ------------------------------------------------------------------------------------- | ------------------------------------------------------------------------------------- | ------------------------------------------------------------------------------------- |
| 1                                                                                     | Axel Zingle                                                                           | 1359,00                                                                               |
| 2                                                                                     | Ion Izagirre                                                                          | 1135,71                                                                               |
| 3                                                                                     | Milan Fretin                                                                          | 872,00                                                                                |
| 4                                                                                     | Guillaume Martin                                                                      | 805,00                                                                                |
| 5                                                                                     | Bryan Coquard                                                                         | 795,71                                                                                |
| 6                                                                                     | Stanisław Aniołkowski                                                                 | 609,00                                                                                |
| 7                                                                                     | Stefano Oldani                                                                        | 329,00                                                                                |
| 8                                                                                     | Benjamin Thomas                                                                       | 326,71                                                                                |
| 9                                                                                     | Alexis Renard                                                                         | 260,00                                                                                |
| 10                                                                                    | Piet Allegaert                                                                        | 233,00                                                                                |
| 11                                                                                    | Simon Geschke                                                                         | 197,00                                                                                |
| 12                                                                                    | Aimé De Gendt                                                                         | 182,00                                                                                |
| 13                                                                                    | Axel Mariault                                                                         | 174,00                                                                                |
| 14                                                                                    | Jesús Herrada                                                                         | 127,00                                                                                |
| 15                                                                                    | Ben Hermans                                                                           | 120,00                                                                                |
| 16                                                                                    | Anthony Perez                                                                         | 101,71                                                                                |
| 17                                                                                    | Rubén Fernández Andújar                                                               | 98,00                                                                                 |
| 18                                                                                    | Jonathan Lastra                                                                       | 79,00                                                                                 |
| 19                                                                                    | Nolann Mahoudo                                                                        | 47,00                                                                                 |
| 20                                                                                    | Thomas Champion                                                                       | 39,00                                                                                 |
| TOTAL                                                                                 | TOTAL                                                                                 | 7889,84                                                                               |

| Classement UCI (par équipes) pour les années 2023 et 2024. | Classement UCI (par équipes) pour les années 2023 et 2024. | Classement UCI (par équipes) pour les années 2023 et 2024. | Classement UCI (par équipes) pour les années 2023 et 2024. | Classement UCI (par équipes) pour les années 2023 et 2024. | Classement UCI (par équipes) pour les années 2023 et 2024. |
| #                                                          | Équipe                                                     | 2023                                                       | 2024                                                       | Total                                                      | Diff.                                                      |
| ---------------------------------------------------------- | ---------------------------------------------------------- | ---------------------------------------------------------- | ---------------------------------------------------------- | ---------------------------------------------------------- | ---------------------------------------------------------- |
| 1                                                          | UAE Team Emirates                                          | 30963,18                                                   | 37407,60                                                   | 68370,78                                                   | -                                                          |
| 2                                                          | Team Visma-Lease a Bike                                    | 29654,45                                                   | 20427,98                                                   | 50082,43                                                   | 18288,35                                                   |
| 3                                                          | Soudal Quick-Step                                          | 18702,85                                                   | 18153,97                                                   | 36856,82                                                   | 13225,61                                                   |
| 4                                                          | Lidl-Trek                                                  | 16054,45                                                   | 17989,00                                                   | 34043,45                                                   | 2813,37                                                    |
| 5                                                          | Ineos Grenadiers                                           | 17760,93                                                   | 15547,97                                                   | 33308,90                                                   | 734,55                                                     |
| 6                                                          | Red Bull-Bora-Hansgrohe                                    | 13325,13                                                   | 16894,33                                                   | 30219,46                                                   | 3089,44                                                    |
| 7                                                          | Alpecin-Deceuninck                                         | 14519,25                                                   | 15020,00                                                   | 29539,25                                                   | 680,21                                                     |
| 8                                                          | Groupama-FDJ                                               | 14834,51                                                   | 12357,00                                                   | 27191,51                                                   | 2347,74                                                    |
| 9                                                          | Lotto Dstny                                                | 14112,83                                                   | 12579,29                                                   | 26692,12                                                   | 499,39                                                     |
| 10                                                         | Bahrain Victorious                                         | 15787,81                                                   | 9547,16                                                    | 25334,97                                                   | 1357,15                                                    |
| 11                                                         | Decathlon AG2R La Mondiale                                 | 9096,00                                                    | 15930,84                                                   | 25026,84                                                   | 308,13                                                     |
| 12                                                         | EF Education-EasyPost                                      | 11818,69                                                   | 11594,95                                                   | 23413,64                                                   | 1613,20                                                    |
| 13                                                         | Movistar Team                                              | 10989,53                                                   | 10879,00                                                   | 21868,53                                                   | 1545,11                                                    |
| 14                                                         | Israel-Premier Tech                                        | 10022,00                                                   | 11723,33                                                   | 21745,33                                                   | 123,20                                                     |
| 15                                                         | Jayco AlUla                                                | 10737,65                                                   | 10625,30                                                   | 21362,95                                                   | 382,38                                                     |
| 16                                                         | Intermarché-Wanty                                          | 10492,28                                                   | 9915,00                                                    | 20407,28                                                   | 955,67                                                     |
| 17                                                         | Team dsm-firmenich PostNL                                  | 9102,20                                                    | 9646,63                                                    | 18748,83                                                   | 1658,45                                                    |
| 18                                                         | Cofidis                                                    | 10437,41                                                   | 7889,84                                                    | 18327,25                                                   | 421,58                                                     |
| 19                                                         | Arkéa-B&B Hotels                                           | 7229,00                                                    | 8735,00                                                    | 15964,00                                                   | 2363,25                                                    |
| 20                                                         | Uno-X Mobility                                             | 6569,00                                                    | 8938,67                                                    | 15507,67                                                   | 456,33                                                     |
| 21                                                         | Astana Qazaqstan Team                                      | 7044,44                                                    | 6563,24                                                    | 13607,68                                                   | 1899,99                                                    |
| 22                                                         | TotalEnergies                                              | 5765,00                                                    | 4897,00                                                    | 10662,00                                                   | 2945,68                                                    |

## Classement UCI individuel en fin de saison
| 55  | Axel Zingle           | 1359,00 |
| 74  | Ion Izagirre          | 1135,71 |
| 109 | Milan Fretin          | 872,00  |
| 119 | Guillaume Martin      | 805,00  |
| 121 | Bryan Coquard         | 795,71  |
| 163 | Stanisław Aniołkowski | 609,00  |
| 274 | Stefano Oldani        | 329,00  |
| 278 | Benjamin Thomas       | 326,71  |
| 336 | Alexis Renard         | 260,00  |
| 372 | Piet Allegaert        | 233,00  |

| 439  | Simon Geschke           | 197,00 |
| 469  | Aimé De Gendt           | 182,00 |
| 481  | Axel Mariault           | 174,00 |
| 588  | Jesús Herrada           | 127,00 |
| 602  | Ben Hermans             | 120,00 |
| 680  | Anthony Perez           | 101,71 |
| 697  | Rubén Fernández Andújar | 98,00  |
| 794  | Jonathan Lastra         | 79,00  |
| 1161 | Nolann Mahoudo          | 47,00  |
| 1283 | Thomas Champion         | 39,00  |

| 1285 | Alexis Gougeard      | 38,71 |
| 1310 | Harrison Wood        | 36,00 |
| 1685 | Kenny Elissonde      | 21,00 |
| 2078 | Eddy Finé            | 13,00 |
| 2158 | Oliver Knight        | 10,00 |
| 2475 | Gorka Izagirre       | 5,71  |
| 2478 | Hugo Toumire         | 5,00  |
| 2721 | Christophe Noppe     | 3,00  |
| 3364 | Nicolas Debeaumarché | 0,71  |
| -    | Ludovic Robeet       | 0,00  |